# Stribet kløver
Stribet kløver (Trifolium striatum) er en enårig, 10-25 cm høj plante i ærteblomst-familien. Arten ligner harekløver, men stænglen er nedliggende og fodfligene er grøn- og hvidstribede. I Danmark findes stribet kløver hist og her på Øerne og i Østjylland i klitter, på sandede overdrev og skrænter.